# Ulmer Modell (Studienmodell)
Als Ulmer Modell wird das Kooperative Studium der Technischen Hochschule Ulm bezeichnet, das ähnlich wie beim System der Berufsakademien sowohl praktische als auch theoretische Phasen enthält.
Das Ulmer Modell beinhaltet im Gegensatz zur BA zwei Abschlüsse. Zum einen den Facharbeiterabschluss (z. B. Mechatroniker, Elektroniker, Kaufmann) und zum anderen den Bachelor. Als Studienrichtungen werden Digitale Produktion, Elektrotechnik und Informationstechnik, Energietechnik, Fahrzeugtechnik, Informatik, Maschinenbau, Mechatronik, Medizintechnik, Produktionsmanagement, Wirtschaftsinformatik und Wirtschaftsingenieurwesen angeboten. Als Partnerbetriebe bieten dieses Studium hauptsächlich Unternehmen aus der Umgebung, aber auch vereinzelt aus ganz Deutschland an.

## Spezifische Merkmale
- Zwei Abschlüsse in 4½ Jahren
- Kooperationsverhältnis zwischen Student und Unternehmen
- Doppelqualifikation und dadurch als Ziel: verbesserte Arbeitsmarktchancen